# Szepességi szász nyelv
A szepességi szász nyelv avagy cipszer nyelv a cipszerek, vagy más néven szepességi szászok nyelve, amely a maga archaikusságában hasonlít az erdélyi szász nyelvre, s mindkettő jelentősen különbözik az újkorban kialakult irodalmi német nyelvtől. Eredetileg a mai Szlovákia északi részén, a Szepességben beszélték, egészen 1945-ig, amikor is valamennyi németet elüldöztek az akkori Csehszlovákiából. Szlovákiában ma igen kevés cipszer él.

## Eredete
A cipszer nyelv részben Rajna-menti alnémet eredetű, mint az erdélyi szász, de keveredett benne a sziléziai németség kelet-középnémet telepesdialektusa is, mivel Sziléziából is telepedtek le a Felvidéken németek. Továbbá a dél-szepesi bányavároskák nyelve jelentős mértékben bajor nyelvelemeket is tartalmazott. (Nyelvészeti kritériumok alapján ez utóbbiak közé tartozott még a Gömör megyei Dobsina is.) Nyelvjárási szempontból tehát jelentős különbségek voltak a Hernádtól északra és délre fekvő települések között. Noha a cipszer nyelvnek is megvannak a maga irodalmi hagyományai, ezek egyfajta egyvelegét képezik az újkori irodalmi standardnak és a szepesi helyi dialektusoknak. "Cipszer" alatt általában a Hernádtól északra fekvő részek értendők, itt alakult ki a Szepességen belül a regionálisan meghatározó jellegű, átfogó német dialektus. (A Hernádtól délre található lokális dialektusok általában településenként annyira specifikusak voltak, hogy itt nem beszélhetünk ilyen "átfogó" nyelvjárásról.) 

## Lindner Ernő munkássága
Lindner Ernő (Lëndners Ernst von Kejsenmark) mint a szepességi szászok Petőfije is cipszerül írt, költeményei főleg a szepességiek népköltészetére támaszkodnak.
Lindner behatóan tanulmányozta a szepességi szász nyelv nyelvjárásait, és ő írta meg a szepességi szász nyelv első szótárát is. Rajta kívül Kövi Imre is foglalkozott szász nyelvű irodalommal és szótárírással. A Szepes vármegyei folyóiratokban Kövi gyakran értekezett a szepességi nyelvről 1903 és 1913 között, ezenkívül az erdélyi szász nyelv, valamint az erdélyi és a szepességi nyelv közti összefüggések is foglalkoztatták. Szótára a cipszer nyelvről kéziratban maradt fenn.

## Jellemző szókészlete
A szepességi szászok nyelvében, ahogy a kisebbségi nyelveknél ez igen megszokott, számos jövevényszó származtatható a magyarból és szlovákból. Kisebbrészt pedig a lengyelből is felfedezhetők hatások a szókészletben, amely a szepességi városok és Lengyelország közötti élénk kereskedelmi kapcsolatoknak köszönhetők, valamint annak, hogy a lengyel királynak a 15. században elzálogosították a Szepesség jelentős részét, s e részek csak Lengyelország első felosztása (1772) után kerülhettek vissza Magyarországhoz.
Semmilyen adat nincs arra vonatkozólag, hányan beszélhetnek még cipszer nyelven. Legnagyobb arányban a szepességi Komlóskert (németül Hopgarten, szlovákul Chmel'nica) községben beszélik.

## Külső linkek
- Lindner Ernő (1826. december 26., Lőcse -- 1902. szeptember 23., Budapest)
- Kövi Imre (1839. január 29., Késmárk -- 1918.)